# 北沢地域
北沢地域（きたざわちいき）は、東京都世田谷区の定める5地域の一つで、北沢総合支所管内を指す。

## 町名
| 町名         | 町名の読み | 町区域新設年月日 | 住居表示実施年月日 | 住居表示実施前の町名等            | 備考 |
| ------------ | ---------- | ---------------- | ------------------ | --------------------------------- | ---- |
| 代田一丁目   | だいた     | 1964年9月15日    | 1964年9月15日      | 代田1の一部                       |      |
| 代田二丁目   | だいた     | 1964年9月15日    | 1964年9月15日      | 代田1、代田2の各一部              |      |
| 代田三丁目   | だいた     | 1964年9月15日    | 1964年9月15日      | 代田1、代田2の各一部              |      |
| 梅丘一丁目   | うめがおか | 1966年2月15日    | 1966年2月15日      | 世田谷2の一部                     |      |
| 梅丘二丁目   | うめがおか | 1966年2月15日    | 1966年2月15日      | 世田谷2、世田谷1、若林町の各一部  |      |
| 梅丘三丁目   | うめがおか | 1968年7月15日    | 1968年7月15日      | 世田谷2、若林町の各一部           |      |
| 豪徳寺一丁目 | ごうとくじ | 1966年2月15日    | 1966年2月15日      | 世田谷2、世田谷3、赤堤町1の各一部 |      |
| 豪徳寺二丁目 | ごうとくじ | 1966年2月15日    | 1966年2月15日      | 世田谷2、世田谷1の各一部          |      |

| 町名       | 町名の読み | 町区域新設年月日 | 住居表示実施年月日 | 住居表示実施前の町名等             | 備考                 |
| ---------- | ---------- | ---------------- | ------------------ | ---------------------------------- | -------------------- |
| 代沢一丁目 | だいざわ   | 1964年2月1日     | 1964年2月1日       | 下代田町、北沢2の各一部            |                      |
| 代沢二丁目 | だいざわ   | 1964年2月1日     | 1964年2月1日       | 北沢2の一部                        |                      |
| 代沢三丁目 | だいざわ   | 1964年2月1日     | 1964年2月1日       | 下代田町、北沢1、北沢2の各一部     |                      |
| 代沢四丁目 | だいざわ   | 1964年2月1日     | 1964年2月1日       | 下代田町、北沢1の各一部            |                      |
| 代沢五丁目 | だいざわ   | 1964年2月1日     | 1964年2月1日       | 北沢1、北沢2、北沢3、代田2の各一部 |                      |
| 池尻四丁目 | いけじり   | 1971年9月1日     | 1971年9月1日       | 池尻町、三宿町、下代田町の各全部   | 33〜39番街区に限る。 |

| 町名         | 町名の読み | 町区域新設年月日 | 住居表示実施年月日 | 住居表示実施前の町名等                   | 備考 |
| ------------ | ---------- | ---------------- | ------------------ | ---------------------------------------- | ---- |
| 羽根木一丁目 | はねぎ     | 1964年11月1日    | 1964年11月1日      | 羽根木町、大原町、代田2、松原町4の各一部 |      |
| 羽根木二丁目 | はねぎ     | 1964年11月1日    | 1964年11月1日      | 羽根木町、松原町4の各一部                |      |
| 大原一丁目   | おおはら   | 1964年11月1日    | 1964年11月1日      | 大原町、羽根木町の各一部                 |      |
| 大原二丁目   | おおはら   | 1964年11月1日    | 1964年11月1日      | 大原町、松原町1の各一部                  |      |
| 代田四丁目   | だいた     | 1964年9月15日    | 1964年9月15日      | 代田1、代田2、松原町4の各一部            |      |
| 代田五丁目   | だいた     | 1964年9月15日    | 1964年9月15日      | 代田2の一部                              |      |
| 代田六丁目   | だいた     | 1964年9月15日    | 1964年9月15日      | 代田2の一部                              |      |

| 町名       | 町名の読み | 町区域新設年月日 | 住居表示実施年月日 | 住居表示実施前の町名等         | 備考 |
| ---------- | ---------- | ---------------- | ------------------ | ------------------------------ | ---- |
| 北沢一丁目 | きたざわ   | 1964年2月1日     | 1964年2月1日       | 北沢2、北沢4、下代田町の各一部 |      |
| 北沢二丁目 | きたざわ   | 1964年2月1日     | 1964年2月1日       | 北沢2、北沢3、北沢4の各一部    |      |
| 北沢三丁目 | きたざわ   | 1964年2月1日     | 1964年2月1日       | 北沢3、北沢4の各一部           |      |
| 北沢四丁目 | きたざわ   | 1964年2月1日     | 1964年2月1日       | 北沢3、北沢5の各一部           |      |
| 北沢五丁目 | きたざわ   | 1964年2月1日     | 1964年2月1日       | 北沢5の一部                    |      |

| 町名       | 町名の読み | 町区域新設年月日 | 住居表示実施年月日 | 住居表示実施前の町名等                          | 備考 |
| ---------- | ---------- | ---------------- | ------------------ | ----------------------------------------------- | ---- |
| 松原一丁目 | まつばら   | 1964年11月1日    | 1964年11月1日      | 羽根木町、松原町1、松原町2、松原町4の各一部     |      |
| 松原二丁目 | まつばら   | 1965年2月1日     | 1965年2月1日       | 松原町2の一部                                   |      |
| 松原三丁目 | まつばら   | 1965年2月1日     | 1965年2月1日       | 松原町3、赤堤町2の各一部                        |      |
| 松原四丁目 | まつばら   | 1965年2月1日     | 1965年2月1日       | 松原町3の一部                                   |      |
| 松原五丁目 | まつばら   | 1965年2月1日     | 1965年2月1日       | 羽根木町の全部と松原町2、松原町4、代田2の各一部 |      |
| 松原六丁目 | まつばら   | 1965年2月1日     | 1965年2月1日       | 松原町4、代田2の各一部                          |      |

| 町名         | 町名の読み       | 町区域新設年月日 | 住居表示実施年月日 | 住居表示実施前の町名等                      | 備考 |
| ------------ | ---------------- | ---------------- | ------------------ | ------------------------------------------- | ---- |
| 赤堤一丁目   | あかつつみ       | 1965年4月1日     | 1965年4月1日       | 赤堤町1、世田谷2、世田谷3の各一部           |      |
| 赤堤二丁目   | あかつつみ       | 1965年4月1日     | 1965年4月1日       | 松原町4の全部と赤堤町1、松原町3の各一部     |      |
| 赤堤三丁目   | あかつつみ       | 1965年4月1日     | 1965年4月1日       | 赤堤町1、赤堤町2、上北沢町1の各一部         |      |
| 赤堤四丁目   | あかつつみ       | 1965年4月1日     | 1965年4月1日       | 赤堤町2、松原町3の各一部                    |      |
| 赤堤五丁目   | あかつつみ       | 1965年4月1日     | 1965年4月1日       | 赤堤町2、上北沢町1の各一部                  |      |
| 桜上水一丁目 | さくらじょうすい | 1966年10月1日    | 1966年10月1日      | 世田谷3の全部及び上北沢町1の一部            |      |
| 桜上水二丁目 | さくらじょうすい | 1966年10月1日    | 1966年10月1日      | 上北沢町1、上北沢町2の各一部                |      |
| 桜上水三丁目 | さくらじょうすい | 1966年10月1日    | 1966年10月1日      | 上北沢町1の一部                             |      |
| 桜上水四丁目 | さくらじょうすい | 1966年10月1日    | 1966年10月1日      | 赤堤町2の全部と上北沢町1、上北沢町2の各一部 |      |
| 桜上水五丁目 | さくらじょうすい | 1966年10月1日    | 1966年10月1日      | 上北沢町2の一部                             |      |

## 地理
東京都世田谷区の北東部に位置し、京王線、京王井の頭線、小田急小田原線で都心に直結し、沿線の明大前駅、下北沢駅、下高井戸駅、豪徳寺駅等の駅周辺は商業地として栄え、地域全体が市街化している。区画整理が完了した良好な住宅地もあるが、道路等都市基盤が未整備のままの地区も見られる（世田谷区ホームページ）。

### 川
- 目黒川水系
  - 北沢川（暗渠）
  - 烏山川（暗渠）

## 沿革
明治時代末までは純農村の姿をとどめていたが、大正期の私鉄開通、関東大震災による東京都心からの移住を契機に、昭和初期までの約20年間に、急速に住宅地が形成された。
- 1932年（昭和7年） 荏原郡世田ヶ谷町・松沢村が東京市に編入され、世田谷区に属す。
- 1991年 世田谷区が地域区分を設定し、北沢総合支所が設置され、旧世田ヶ谷町の一部・旧松沢村村域の大部分を北沢地域として定める。

## 公共機関など
- 北沢総合支所
- 梅ヶ丘まちづくりセンター
- 代沢まちづくりセンター
- 新代田まちづくりセンター
- 北沢まちづくりセンター
- 松原まちづくりセンター
- 松沢まちづくりセンター
- 児童館（代田南、プレスポ代田、松沢の各児童館ときたっこ（北沢子どもの居場所支援事業））
- 図書館（梅ヶ丘、代田）
- 警視庁北沢警察署

### 所轄となる機関
- 警察 北沢警察署（一部を除く）
- 消防 世田谷消防署
- 郵便
  - 世田谷郵便局（代田、梅ヶ丘、豪徳寺、代沢、池尻、北沢）
  - 千歳郵便局（羽根木、大原、松原、赤堤、桜上水）

## 産業
世田谷区ホームページでは次のとおりの記述があり（2007年12月現在）、第三次産業が中心であることが示されている。また、中小の工場も散見されるが転用が進んでいる。
早くから各駅の周辺に地区の核となる商店街が形成され発展してきた。小規模であるが事業所や店舗の分布密度は高く、特に下北沢駅周辺では面的広がりを見せている。商業活性化に対する意欲は強く、地元と結びついたイベントの定着が見られる。
桜上水では、わずかながら農業が営まれるなどしている。

## 教育

### 大学・短期大学
- 日本大学文理学部

### 高等学校
- 東京都立松原高等学校
- 駒場学園高等学校
- 松蔭中学校・高等学校
- 下北沢成徳高等学校
- 日本学園高等学校

## 交通

### 鉄道
- 京王電鉄
  - 京王線：代田橋駅 - 明大前駅 - 下高井戸駅 - 桜上水駅
  - 井の頭線：池ノ上駅 - 下北沢駅 - 新代田駅 - 東松原駅 - 明大前駅
- 小田急電鉄
  - 小田原線：東北沢駅 - 下北沢駅 - 世田谷代田駅 - 梅ヶ丘駅 - 豪徳寺駅
- 東急電鉄
  - 世田谷線：山下駅 - 松原駅 - 下高井戸駅

### 道路
- 一般国道
  - 国道20号
- 都道
  - 東京都道413号赤坂杉並線（井の頭通り）
  - 東京都道318号環状七号線
  - 東京都道423号渋谷経堂線
  - 東京都道420号鮫洲大山線

## 名所・旧跡・観光スポット・祭事・催事
世田谷吉良氏の世田谷城跡をはじめ、豪徳寺（井伊氏の菩提寺）、森巌寺、北澤八幡神社、真竜寺等、寺社も多く存在している。

### 公園
- 羽根木公園、羽根木プレーパーク

### 祭り
- 北澤八幡神社例大祭（9月上旬）

## 出身・ゆかりのある人物
- 阿川金三郎（農業）[1]
- 阿川信平（地主[1]、農業[2]）
- 膳場喜作[3]、月村重吉、月村傳次郎、月村豊作（地主）[4]